# Gaweinstal
Gaweinstal ist eine Marktgemeinde mit 4124 Einwohnern (Stand 1. Jänner 2025) im Bezirk Mistelbach in Niederösterreich. In der Gemeinde befinden sich 1.685 Haushalte. Inklusive der Zweitwohnsitze beträgt die Einwohnerzahl 4.730 Personen (31. Dezember 2017).
Der Ort wurde um 1050 gegründet und ist somit einer der ältesten Orte des Weinviertels. Er hieß ursprünglich Gaunersdorf. 1917 erfolgte eine Umbenennung in Gaweinsthal. Das Kirchdorf wurde durch Kriege und andere Katastrophen mehrmals zerstört, doch immer wieder aufgebaut.

## Geografie
Gaweinstal liegt im Weinviertler Hügelland an der Brünner Straße B 7 rund 25 km nordöstlich von Wien. Die Fläche der Marktgemeinde umfasst 51,6 Quadratkilometer, wovon 9,19 % bewaldet sind. Gaweinstal liegt auf einer Seehöhe von 199 m. Der aus Pellendorf kommende Goldbach (auch „Pellendorfer Bach“) mündet im Gemeindegebiet in den aus Atzelsdorf kommenden Weidenbach, der in Richtung Bad Pirawarth fließt.

### Gemeindegliederung
Das Gemeindegebiet umfasst die Marktgemeinde Gaweinstal sowie fünf Katastralgemeinden (in Klammern Einwohnerzahl Stand 1. Jänner 2025):
- Atzelsdorf (299)
- Gaweinstal (1656)
- Höbersbrunn (307)
- Martinsdorf (298) samt Kellergasse
- Pellendorf (449)
- Schrick (1115)

### Nachbargemeinden
| Ladendorf    | Mistelbach                                  | Sulz im Weinviertel |
| Kreuzstetten | Kompassrose, die auf Nachbargemeinden zeigt | Hohenruppersdorf    |
| Hochleithen  | Bad Pirawarth                               | Matzen-Raggendorf   |

## Geschichte

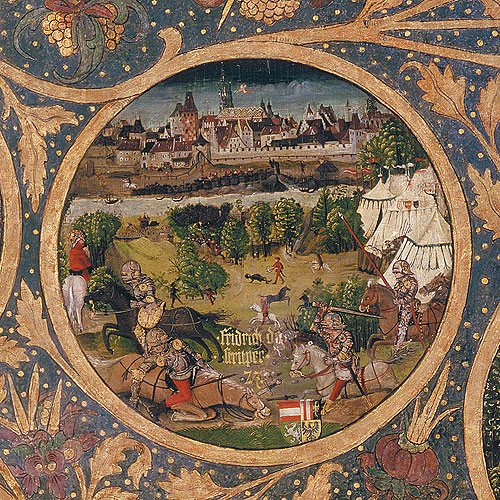
Herzog Friedrich II. der Streitbare nahm 1236 Gunesdorf in Besitz (Babenberger-Stammbaum, um 1490, Stift Klosterneuburg)

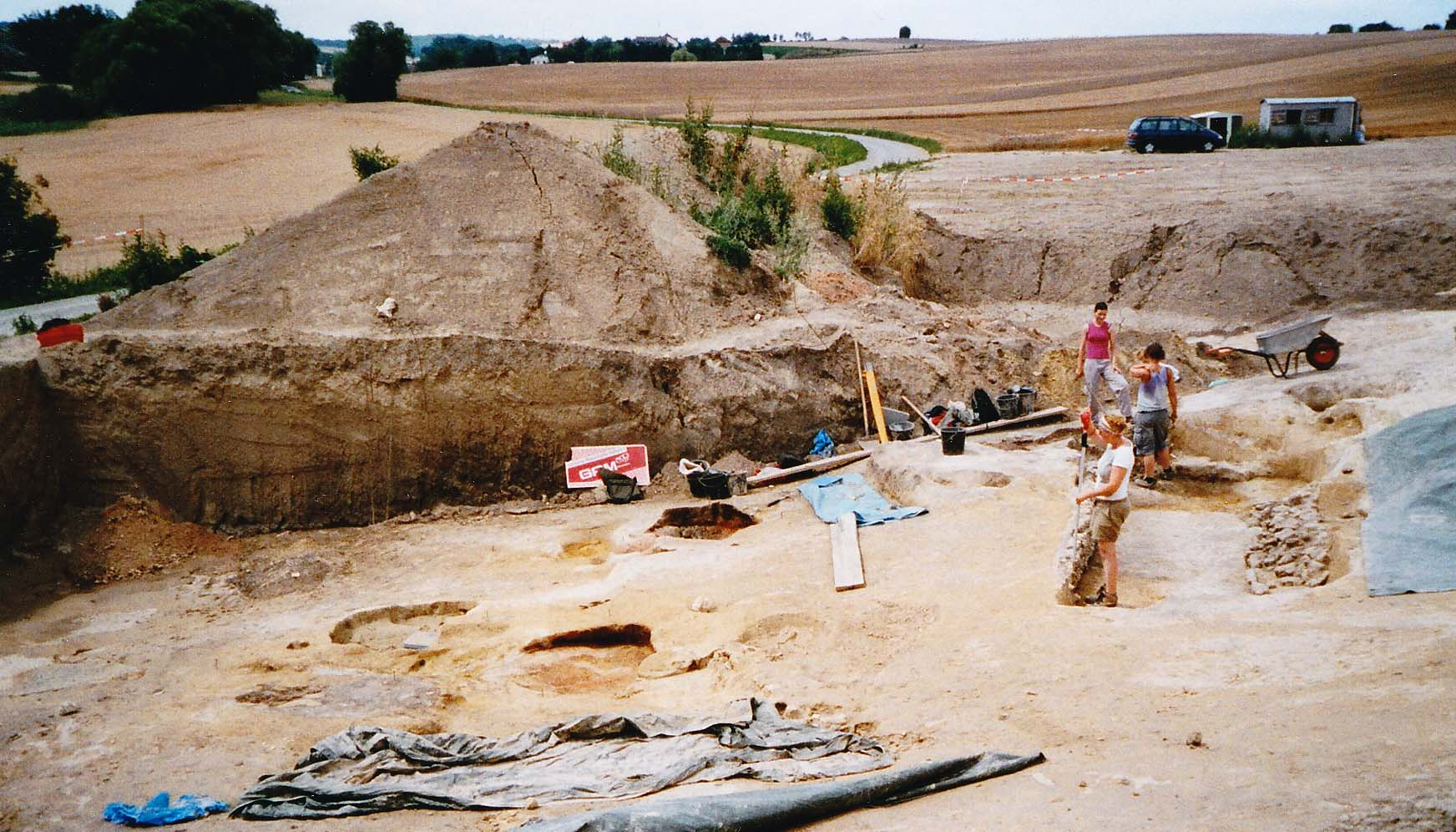
Archäologische Grabungen des Bundesdenkmalamtes zwischen Gaweinstal und Pellendorf, 2005

Schloss Pellendorf um 1670, Kupferstich aus der Typographia Austriae inferioris des Georg Matthäus Vischer.

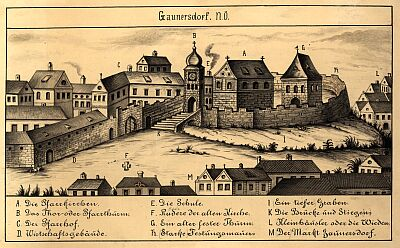
Gaunersdorf im 17. Jahrhundert (Kupferstich, Niederösterreichische Landesbibliothek)

Gaunersdorf und Umgebung (links oben) in der Franzisco-Josephinischen Landesaufnahme (1872/73)

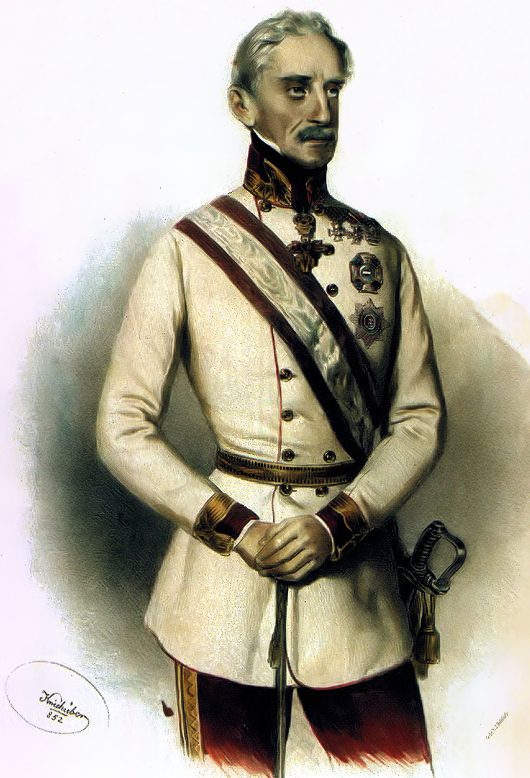
Alfred Fürst zu Windisch-Graetz ließ Gaunersdorf 1848 militärisch besetzen. Kolorierte Lithographie von Joseph Kriehuber, 1852

### Etymologie des Ortsnamens
Eine frühe Schreibweise (1207) spricht von „Gunisdorf“. Während des 14. Jahrhunderts treten die Namen „Gaunestorf“ und „Gawnestorf(f)“ auf, ab dem 15. Jahrhundert ist „Gaunersdorf“ belegt. 1914 kam es zu einem Antrag an die Niederösterreichische Statthalterei, den Ort in „Schottenkirchen“ oder „Rudolfsthal“ umzubenennen. Dieser Antrag wurde abgelehnt. Der damalige Pfarrer von Gaunersdorf, Konstantin Vidmar, schlug daraufhin den Namen „Gaweinsthal“ vor, der an „Gawnesdorf“ anschließt und die zweite Komponente des Doppelworts euphemisiert. Mit dem Erlass des k. k. Ministeriums des Innern wurde 1917 diese Änderung des Ortsnamens bewilligt.
Zu einem unbekannten Zeitpunkt wurde der Name mit „Gaweinstal“ der veränderten Orthographie angepasst.

### Frühgeschichte und Antike
Spuren der ersten Besiedlungen des Raumes Gaweinstal reichen in die Jungsteinzeit (Neolithikum, Badener Kultur, ab etwa 4000 v. Chr.) und in die Frühbronzezeit (ab etwa 2300 v. Chr.) zurück. Hügelgräber aus der Mittleren Bronzezeit (ca. 1600 v. Chr.) sind ebenfalls bekannt. Eine erste größere Siedlungstätigkeit fand in der jüngeren Eisenzeit (Spät-Latènezeit, ab 450 v. Chr.) statt. Identifiziert ist eine germanische Siedlung – vermutlich Markomannen und Quaden – die vor allem durch eingetiefte Hütten, Pfostengruben von mehrschiffigen Wohnhäusern und tiefen Speichergruben charakterisiert ist.

### Mittelalter
Im Frühmittelalter, sowohl vom 4. bis ins 6. Jahrhundert als auch vom 8. bis ins 9. Jahrhundert, existierten bereits auf dem Territorium des späteren Dorfs Gebäude. Nachgewiesen wurden beutelförmig eingetiefte Vorratsgruben sowie Hütten- bzw. Kellereinbauten mit rechteckigem Grundriss und eckständigen Ofeneinbauten, die zum Teil aus Bruchsteinen aufgebaut waren. Kuppelförmige Backöfen waren von der Hüttenwand seitlich in den Löss gegraben worden.
Gaweinstal ist eine der ältesten Gründungen des Weinviertels. Es ist nach Angaben der Ortschronistin Elfriede Popp etwa um 1050 als „Gunisdorf“ ausgewiesen. Es habe ursprünglich aus drei selbständigen Niederlassungen bestanden, nämlich aus Markt-, Aigen- und Wieden-Gaunersdorf. Jede der Gemeinden wurde demnach eigenständig verwaltet.
Die erste urkundliche Erwähnung stammt von 1207, als ein „Rapov von Gunisdorf“ bei der Abtrennung der Pfarre Kreuzstetten von der Mutterpfarre Rußbach als Zeuge anwesend war. Als den ersten namentlich genannten Ortspfarrer gibt ein Chronist 1826 den 1281 abtretenden „Chunrad Rector ecclesiae Gaunerstorfensis“ an. 1297 erhielten Leutold von Kuenring, Schenk in Österreich, und seine Frau Agnes das Dorf Schrick als Lehen von Herzog Albrecht I. von Österreich übertragen.
1360 beurkundete Erzherzog Rudolf IV. der Stifter den „purgern zu Gawnestorff“ mit einer umfangreichen „bestetigung der freihait und gnaden“ die „althergebrachten“ Rechte und Gewohnheiten. Dazu gehörte, dass Gaweinstal Gerichtsort war und einen Richter hatte, ferner das Marktrecht für zwei Tage der Woche und auch, dass dort „chain edlman sitzen sol“. 1374 hieß der Richter Leopold Malzer. Er und seine Frau stifteten in diesem Jahr dem Schottenkloster in Wien eine ewige Messe in der Kirche zu Gawnestorf.
Das Historische Ortsnamenbuch für Niederösterreich verzeichnet Gawnestorf ein erstes Mal für die erste Hälfte des 15. Jahrhunderts (1413, 1423, 1439).

### Frühe Neuzeit
Die Pfarre Gaunersdorf stand unter der Lehnschaft des Wiener Schottenstifts. Die Reformationszeit verlief auch hier nicht ohne Konflikte. Die regionale Bevölkerung war gespalten. Orte und Teilorte wechselten mehrfach die Konfession. Es kam zu Übergriffen. Um, wie es heißt, „lutherische Gesinnung zu zeigen“, stahlen der Richter und einige andere Bürger dem katholischen Pfarrer 1571 den Getreidezehnten vom Feld. 1574 hatte sich das Blatt gewendet. Nun war der Pfarrer ein Lutheraner. Wiederum kam es zu einem schweren Eigentumsübergriff. Er richtete sich jetzt gegen die von Luther als „Blutsauger“ und „ekelhaftesten Auswurf“ bekämpfte jüdische Minderheit: Pfarrer und Richter „im Verein mit einigen Bauern“ beraubten 1573 durchreisende jüdische Tuchhändler. Das Bemühen der Opfer um Strafverfolgung und Wiedergutmachung bei den landesherrlichen Behörden geriet schikanös. Eine Beschwerde in Wien führte 1574 zur vorübergehenden Festnahme der Täter und zu einem Prozess. Pfarrer und Richter wurden nach einer Strafzahlung davongejagt. Die Opfer blieben entschädigungslos. Auch ihren Wagen und die gestohlene Ware erhielten sie nicht zurück.
Erst 1606 war nach Absetzung und zeitweiser Inhaftierung eines „häretischen“ und „liederlichen“ Pfarrers die Pfarre Gaunersdorf wieder fest in katholischer Hand.
Der Dreißigjährige Krieg berührte auch den Raum Mistelbach und mit ihm Gaunersdorf. Im Frühjahr 1621 wurde der Markt Mistelbach von ungarisch-siebenbürgischen „Streifscharen“ geplündert und teilweise niedergebrannt. Nach der Schlacht bei Jankau in Böhmen im März 1645, die zur „Katastrophe“ (Herfried Münkler) für die kaiserlich-habsburgischen Truppen wurde, wandte sich das schwedisch-protestantische Heer unter General Lennart Torstensson in Richtung Wien. Das geschah entsprechend den üblichen Formen damaliger Kriegsführung in Gestalt eines großen „Plünderungsfeldzugs“ (Herfried Münkler) in Niederösterreich, von dem auch Gaunersdorf betroffen war. Der Ort sei, so ein Chronist 1839, niedergebrannt worden.
1670 wurde die jüdische Bevölkerung in Wien für verschiedene Unglücke und Brände verantwortlich gemacht. Sie hatte bis zum 14. April 1670 die Stadt zu verlassen. Jüdische Vertriebene kamen auch nach Gaunersdorf, von wo sie durch eine Gewaltaktion erneut vertrieben wurden. Bis ins 19. Jahrhundert wurde danach die Region nur noch von mobilen jüdischen Händlern besucht, da die Ansiedlung weiter verboten blieb.
1682 und noch wieder 1713 traf die Pest den Ort, 1704 und 1777 kam es zu verheerenden Bränden. Seit 1724 gibt es ein Grundbuch. 1752 wurde Anna Maria Griesbacherin mittels Wasserschub ins Banat verbannt. 1762 wurde das Dorf an Graf Vilana Perlas verkauft.

### Sattelzeit/19. Jahrhundert
Durch die Koalitionskriege gegen die Französische Republik wurde der Ort wieder in kriegerische Auseinandersetzungen hineingezogen. So mussten etwa im April 1797 Schusswaffen, über die Einwohner verfügten, an das k. k. Militär abgeliefert werden, und ein Teil der Ortsbevölkerung wurde zu Schanzarbeiten nach Wien beordert. 1800 brachte die Bevölkerung 150 Gulden als Kriegsbeitrag auf. Im gleichen Jahr quartierte sich die k.k.-Armee ein und beraubte die Bürger ihres gesamten Brennholzvorrates. 500 französische Kriegsgefangene wurden vorübergehend festgehalten. Am 5. November 1805 wurden französische Soldaten in Gaunersdorf einquartiert. Dem Ort an der Fernverbindung „Brünner Straße“, einer französischen Aufmarschstrecke, wurden Lieferungen an die französische Armee auferlegt. In der Chronik des heutigen Ortsteils Schrick gibt es den Hinweis, dass auf dem Schricker Berg „zum Gedenken an Napoleon“ nach dem Sieg der französischen Armee über die habsburgischen und zaristischen Truppen in der Schlacht bei Austerlitz 1805 vier Lindenbäume gepflanzt worden seien.
Als es im März 1848 zu einer bürgerlichen Revolution gegen die habsburgische Monarchie kam, fand sie Zuspruch auch in Gaweinstal. Der gegenrevolutionäre katholische Pfarrer, der „einige ultraradikale Parteigegner“ und Wiener „Emissäre“ am Werk sah, vermerkte in einem Bericht, nun habe die Kommune der Kirche „den schuldigen Zehent“ verweigert und zugleich „mit Ungestüm“ das Ende der kostenlosen Bearbeitung von landwirtschaftlichem Gemeindebesitz durch die Pfarrei eingefordert. Dieser „Schandfleck der Undankbarkeit“ sei dank weiterer Unterstützer der Monarchie jedoch verhindert worden.
Während des preußisch-österreichischen Kriegs 1866 belasteten wiederum Einquartierungen und Zwangslieferungen den Ort. Die Einwohnerschaft war im gleichen Jahr durch eine Missernte zusätzlich in Schwierigkeiten.

### Vereinigung der Ortsteile zur Marktgemeinde Gaunersdorf
In der vergleichsweise langen Friedensperiode zwischen dem preußisch-österreichischen Krieg 1866 und dem Ersten Weltkrieg 1914–1918 prosperierte die Ortschaft. So beschloss auf Antrag des Bürgermeisters Ignaz Withalm von der Christlichsozialen Partei (CSP) der Gemeinderat die Vereinigung von Markt-, Aigen- und Wieden-Gaunersdorf mit einer äußerst knappen Mehrheit von nur einer Stimme. Dadurch entstand am 1. Jänner 1901 die Marktgemeinde Gaunersdorf, die 1917 in Marktgemeinde Gaweinstal umbenannt wurde.
Die Ortsteile sind heute wie folgt zu lokalisieren:
- Markt-Gaunersdorf war die ursprüngliche Siedlung an der heutigen Brünnerstraße. Sie erstreckte sich in etwa vom Weidenbach (dem heutigen Goldbach oder Pellendorfer Bach) nach Norden in Richtung Schrick. Ausnahme ist die Bischof-Schneider-Straße, welche die Grenze zwischen den Ortsteilen Markt und Wieden bildete. Die Mühle des Ortsteils Markt war die Marktmühle, deren Bausubstanz völlig erhalten ist und sich in Privatbesitz befindet. Das Wirtshaus des Ortsteils Markt war das Gasthaus zum Schwarzen Adler, welches heute unter gleichem Namen betrieben wird.
- Wieden-Gaunersdorf lag als befestigter Ortsteil rund um die Kirche. Die südliche Grenze lag beim Weidenbach (heute Goldbach), die nördliche Grenze bildete die Bischof-Schneider-Straße. Im Osten reichte Wieden bis zur heutigen Pfarrgasse bzw. bis an die Brünnerstraße, im Westen bis zur Kirchenmühle, welche heute von der Familie Withalm betrieben wird. Der Ortsteil hatte kein eigenes Wirtshaus.
- Aigen-Gaunersdorf erstreckte sich von der nördlichen Grenze des Weidenbachs (heute Goldbach) in Richtung Süden (Kollnbrunn). Das Korn der Aigner Bürger wurde in der so genannten Schenkermühle gemahlen, die heute nicht mehr in Betrieb ist. Das Wirtshaus des Ortsteiles war jenes zur Hl. Dreifaltigkeit, welches heute von der Familie Wimmer betrieben wird.

### 1900 bis 1938

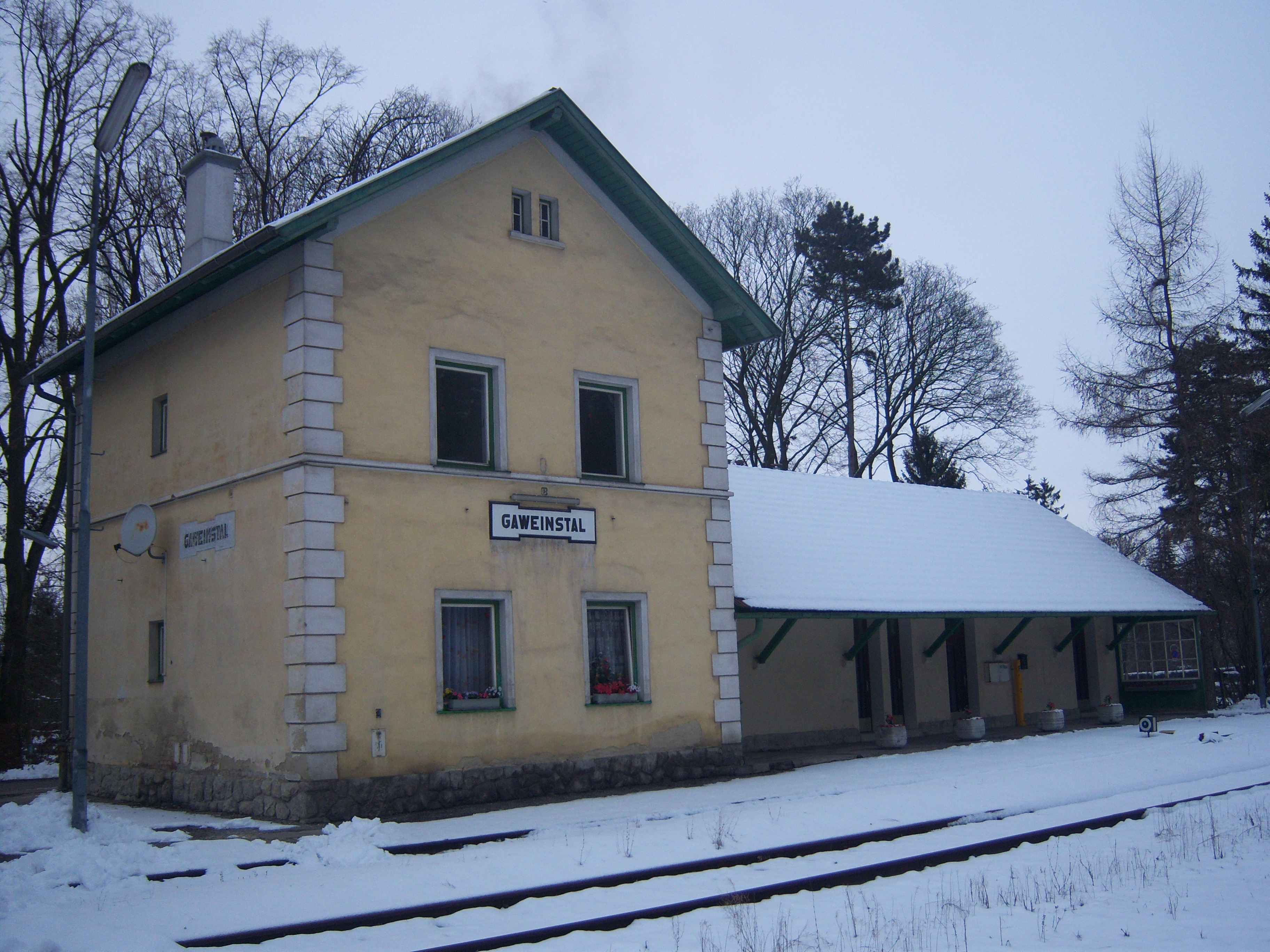
Gaweinstaler Bahnhof

1902 erfolgte der erste Spatenstich für die 1903 eröffnete Lokalbahn nach Gänserndorf. Ignaz Withalm saß bis zu seinem Tod im Aufsichtsrat der Lokalbahn. 1906 wurde die Landesbahn eröffnet und Gaunersdorf war nun per Bahn vom Bahnknoten Mistelbach erreichbar. Auf der Strecke fuhr ein normalspuriger Dampftriebwagen NÖLB 20–21. Der Bahnbetrieb wurde 2004 eingestellt. Die Dienerinnen des Heiligsten Herzens Jesu betrieben ab 1905 in Gaunersdorf das Landeskinderheim.
Auch in Gaweinstal wurde 1917 eine Sammelstelle für „Kriegsmetall“ eingerichtet.
In der Wiener Straße 38 wurde 1925 ein Kino eröffnet.
Spätestens 1931 hatte die NSDAP in der Region und dort mindestens in Mistelbach Fuß fassen können. In diesem Jahr versuchte der SA-Sturm aus Mistelbach, sich mit einer Propagandaaktion nach Gaweinstal auszuweiten. Er wurde jedoch handgreiflich aus der Dorfgaststätte geworfen.
Laut Adressbuch von Österreich für Industrie, Handel, Gewerbe und Landwirtschaft waren im Jahr 1938 in der Marktgemeinde Gaweinstal zwei Ärzte, ein Zahnarzt, zwei Tierärzte, eine Apotheke, ein Taxiunternehmer, zwei Bäcker, ein Baustoffhändler, zwei Binder, zwei Brennstoffhändler, zwei Bürstenbinder, drei Dachdecker, ein Drechsler, zwei Eisenwarenhändler, ein Elektrotechniker, zwei Fleischer, zwei Friseure, zwei Gärtner, vier Gastwirte, neun Gemischtwarenhändler, ein Glaser, eine Hebamme, zwei Holzhändler, zwei Hutmacher, ein Kürschner, ein Wachszieher, zwei Lederhändler, drei Maler, ein Maurermeister, eine Modistin, ein Nutzviehhändler, ein Rauchfangkehrer, drei Sattler, vier Schlosser, zwei Schmiede, vier Schneider und vier Schneiderinnen, zwei Schuster, ein Sodawassererzeuger, zwei Spengler, drei Strickereien, ein Trafikant, drei Tischler, zwei Uhrmacher, zwei Wagner, ein Zahntechniker, ein Zuckerbäcker und einige Landwirte ansässig. Außerdem gab es eine Lagerhausgenossenschaft, drei Mühlen und eine Sparkasse.

Das Gaweinstaler Kriegerdenkmal für die 54 Gefallenen des Ersten Weltkrieges (umgestaltet 1961 und auf den Platz vor der Pfarrkirche versetzt). Soldatenfigur von Sepp Haberl

Das Gaweinstaler Kriegerdenkmal für die 54 Gefallenen des Ersten Weltkriegs wurde 1934 errichtet.

### Im Nationalsozialismus
In den ersten Monaten nach dem Anschluss der Republik Österreich an das Deutsche Reich 1938 wurden die Mitglieder der jüdischen Gemeinde der Nachbarkommune Mistelbach vertrieben und Mistelbach für „judenfrei“ erklärt. Bis 1938 lassen sich Juden auch in Gaweinstal über Beiträge an die jüdische Gemeinde nachweisen. Die letzte Bestattung auf dem jüdischen Friedhof in Mistelbach (Gaweinstal hatte keinen) fand 1938 statt: Ein Landmaschinenhändler aus dem benachbarten Poysdorf hatte mit seiner Frau und ihren Kindern Suizid begangen.
Die NSDAP war im Dorf präsent. Gaweinstal hatte eine eigene Ortsgruppe. Vertreter der Ortsgruppe oder Kreisgruppe erschienen bei privaten Feiern wie goldenen Hochzeiten oder Arbeitsjubiläen und gratulierten. 1941 hielt der niederösterreichische Gauleiter Hugo Jury im Kinosaal eine Rede vor mehreren hundert Teilnehmern einer Versammlung von Ortsgruppen. Er lobte die Erfolge an der Ostfront und bezeichnete Kapitalismus und Bolschewismus als Ausdruck derselben Idee mit dem Ziel der Ausrottung des nordisch germanischen Geistes und Vernichtung des deutschen Volkes.
Die NS-Frauenschaft des Gaues traf sich mit rund 300 Mitgliedern 1943 in Gaweinstal. 1944 beteiligten sich auch Dorfbewohner beim SA-Wehrschießen. Der NS-Alltag fand seinen Ausdruck auch in der Umbenennung von Straßen, die Gemeinde besaß nun einen Adolf-Hitler-Platz. Auch für des Winterhilfswerk des Deutschen Volkes wurde gesammelt, wobei der Ort einen guten Platz im Ranking um das Pro-Kopf-Spendenaufkommen erreichte.
Mit den Endkämpfen um Wien endete das NS-Regime auch in Gaweinstal. Die Rote Armee überschritt ab dem 6. April 1945 die March und nahm die überlebenden Soldaten der Waffen-SS und der Wehrmacht, soweit sie nicht hatten flüchten können, gefangen.

### Nach dem Ende des NS-Regimes
Im Juni 1945 kam es zunächst in der Region „aus Not und Verzweiflung“ zu Eigentumsübergriffen durch aus der Tschechoslowakei vertriebene Angehörige der dortigen deutschsprachigen Minderheit wie auch durch in der Region festgesetzte, nun befreite Zwangsarbeiter.
Die Nachkriegszeit war in Gaweinstal durch Wirtschaftsaufschwung und vor allem durch eine rege Bautätigkeit geprägt, der aus heutiger Sicht sowohl landschaftlich reizvolle Gebiete (wie die so genannte „Ganslwiesn“) als auch kunsthistorisch-architektonisch wertvolle Gebäude, so aus der Barockzeit, zum Opfer fielen. An Stelle eines solchen Gebäudes wurde zwischen 1958 und 1960 das Gemeindeamt erbaut, das 2008 in das neu renovierte Gebäude der ehemaligen Volksschule übersiedelte. Ebenfalls 1960 wurde der ortsbildprägende Getreidesilo der Landwirtschaftlichen Lagerhausgesellschaft für Gaweinstal gebaut. 1966 wurde die Brünner Straße begradigt und ausgebaut. 1969 wurde ein neues Hauptschulgebäude errichtet.
Die Großgemeinde Gaweinstal entstand mit den Katastralgemeinden Atzelsdorf, Gaweinstal, Höbersbrunn, Martinsdorf, Pellendorf und Schrick im Jahr 1972.
Ab dem Jahr 1996 wurde stark in den geförderten Wohnbau investiert. Die bereits 1882 gegründete Freiwillige Feuerwehr Gaweinstal bezog 1997 ihr neues Feuerwehrhaus. Am 2. April 2006 eröffnete Landeshauptmann Erwin Pröll das neue Volksschulgebäude. Bei diesem Anlass wurde auch die Wappenverleihungsurkunde übergeben. Die Verleihung des Marktwappens erfolgte in Anerkennung der historischen Bedeutung des Marktes und Würdigung der ständigen Verbesserung der kommunalen Einrichtungen in den letzten Jahrzehnten.
Eine Stärkung vor allem der ökonomischen Anbindung bewirkte der Neubau der Nordautobahn A5 (Eröffnung 2010), die die Brünner Straße als Transitstrecke ablöste.

### Zur Geschichte der Pfarre Gaweinstal
Das Gründungsdatum der Pfarre ist unbekannt, die erste bekannte Nennung einer eigenständigen landesfürstlichen Pfarre findet sich ihm Lonsdorfer Pfarrverzeichnis von 1254 („Gawnesdorf“). Die erste urkundliche Erwähnung erfolgte am 6. Juni 1280, als König Rudolf I. von Habsburg dem Wiener Schottenkloster die Patronatsrechte der landesfürstlichen Pfarre Gaunenstorf übergab. Die Pfarrkirche Gaweinstal ist dem heiligen Georg geweiht, dem Schottenstift inkorporiert und gehört zum Dekanat Mistelbach-Pirawarth.
Außerhalb der Kirche befindet sich eine Reihe von Statuen und Denkmälern, etwa das „Weiße Kreuz“, eine 1718 errichtete barocke Kreuzigungsgruppe, die mit einer Steinbalustrade umgeben ist.

## Bevölkerungsentwicklung
Nach der Volkszählung 2001 gab es 3.485 Einwohner. 1991 hatte die Marktgemeinde 3.024, 1981 2.781 und 1971 2.736 Einwohner. Weitere Einwohnerzahlen aus der Geschichte: 1951 1.117, 1900 1.380, 1869 1.245 Einwohner (jeweils Aigen-, Wieden- und Markt-Gaunersdorf zusammengenommen). Im Jahr 1849 hatten jeweils Markt-Gaunersdorf 676, Aigen-Gaunersdorf 323 und Wieden-Gaunersdorf 168 Einwohner.
| Gaweinstal: Einwohnerzahlen von 1869 bis 2025       | Gaweinstal: Einwohnerzahlen von 1869 bis 2025 | Gaweinstal: Einwohnerzahlen von 1869 bis 2025 | Gaweinstal: Einwohnerzahlen von 1869 bis 2025 | Gaweinstal: Einwohnerzahlen von 1869 bis 2025 |
| --------------------------------------------------- | --------------------------------------------- | --------------------------------------------- | --------------------------------------------- | --------------------------------------------- |
| Jahr                                                |                                               |                                               |                                               | Einwohner                                     |
| 1869                                                | 1869                                          |                                               | 3.787                                         | 3.787                                         |
| 1880                                                | 1880                                          |                                               | 3.896                                         | 3.896                                         |
| 1890                                                | 1890                                          |                                               | 4.203                                         | 4.203                                         |
| 1900                                                | 1900                                          |                                               | 4.276                                         | 4.276                                         |
| 1910                                                | 1910                                          |                                               | 4.312                                         | 4.312                                         |
| 1923                                                | 1923                                          |                                               | 3.727                                         | 3.727                                         |
| 1934                                                | 1934                                          |                                               | 3.567                                         | 3.567                                         |
| 1939                                                | 1939                                          |                                               | 3.449                                         | 3.449                                         |
| 1951                                                | 1951                                          |                                               | 3.244                                         | 3.244                                         |
| 1961                                                | 1961                                          |                                               | 2.925                                         | 2.925                                         |
| 1971                                                | 1971                                          |                                               | 2.735                                         | 2.735                                         |
| 1981                                                | 1981                                          |                                               | 2.781                                         | 2.781                                         |
| 1991                                                | 1991                                          |                                               | 3.024                                         | 3.024                                         |
| 2001                                                | 2001                                          |                                               | 3.485                                         | 3.485                                         |
| 2011                                                | 2011                                          |                                               | 3.727                                         | 3.727                                         |
| 2021                                                | 2021                                          |                                               | 4.060                                         | 4.060                                         |
| 2025                                                | 2025                                          |                                               | 4.124                                         | 4.124                                         |
| Quelle(n): Statistik Austria, Gebietsstand 1.1.2021 |                                               |                                               |                                               |                                               |

## Kultur und Sehenswürdigkeiten

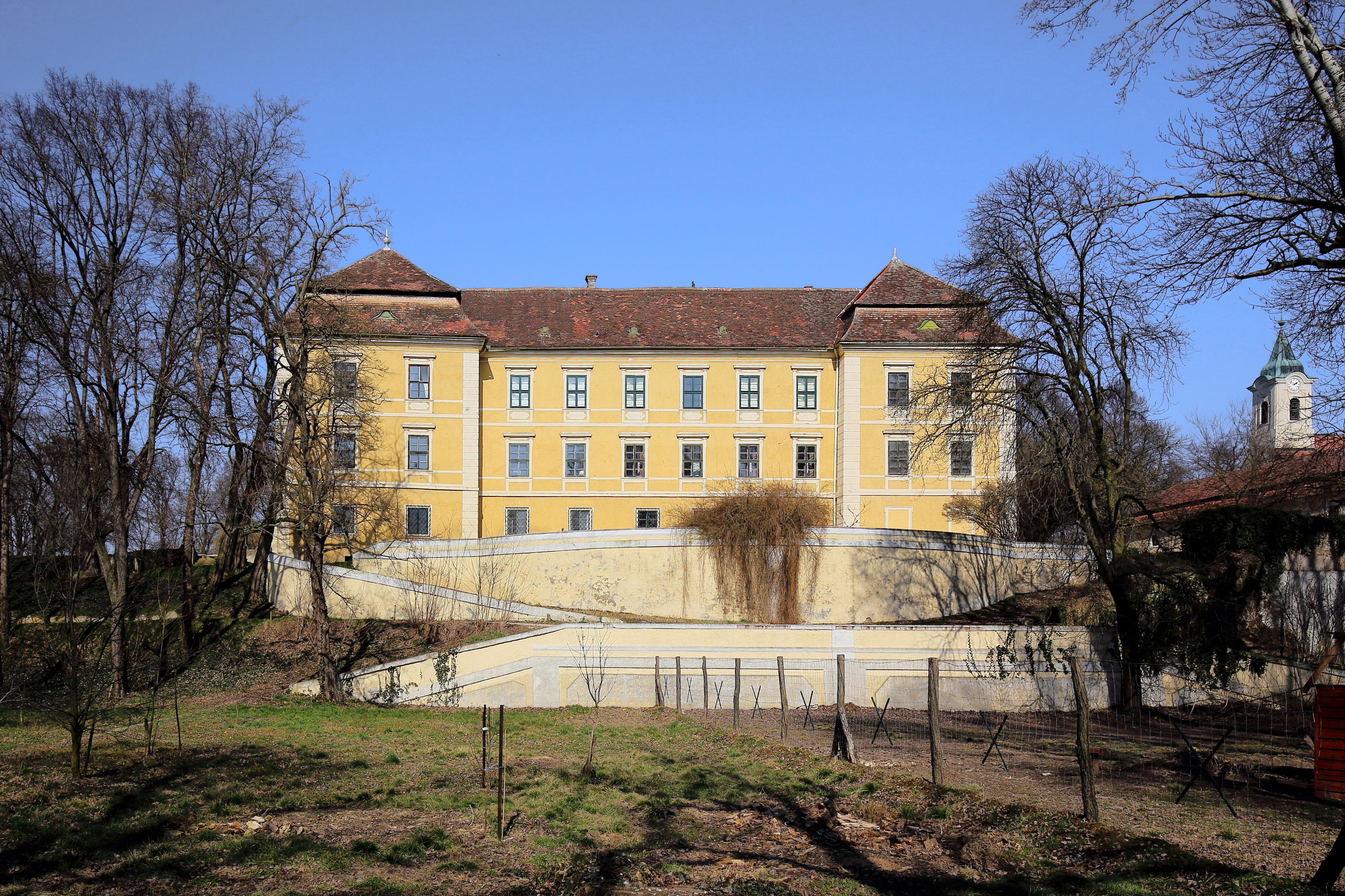
Schloss Pellendorf

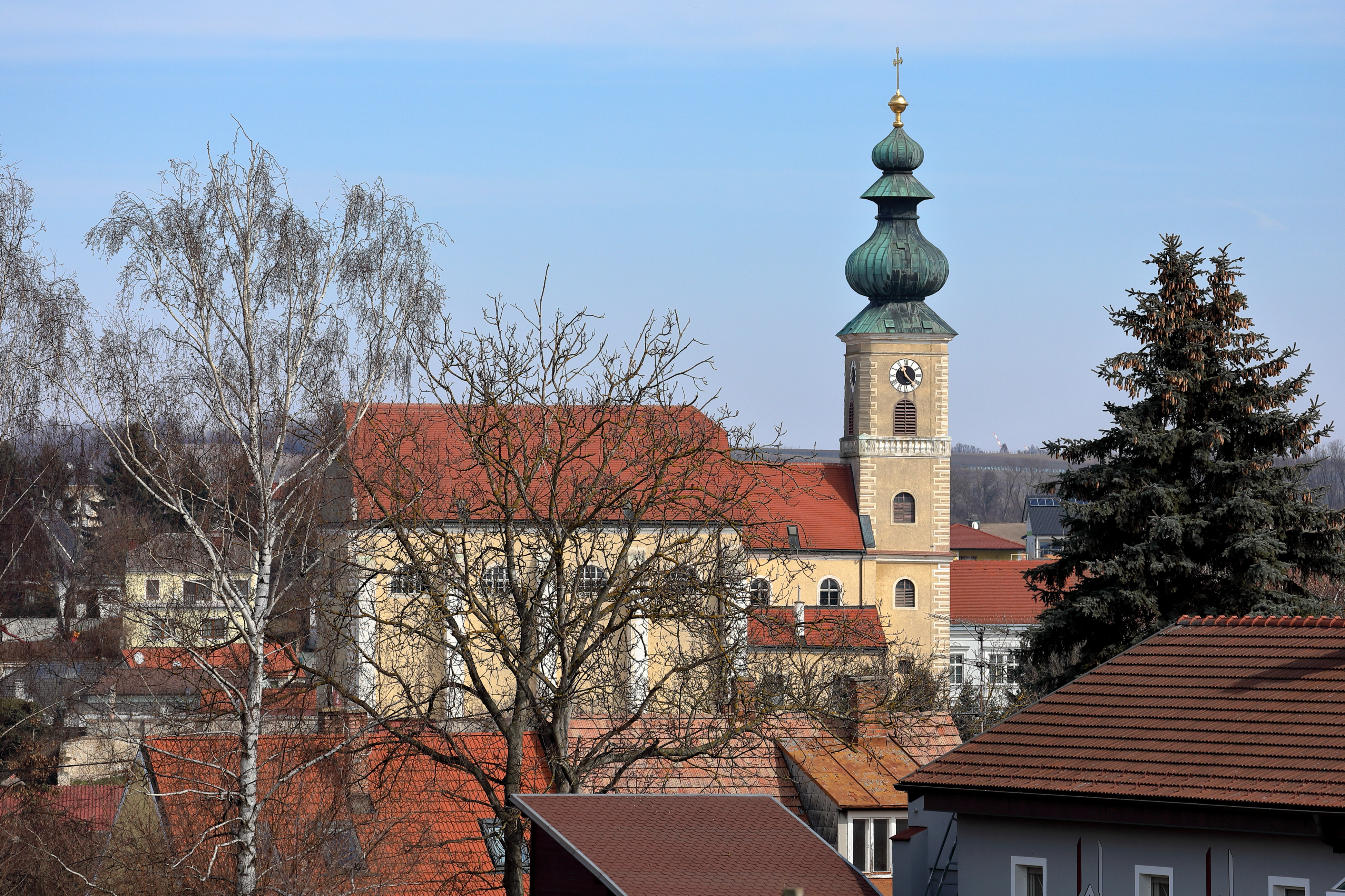
Pfarrkirche Gaweinstal

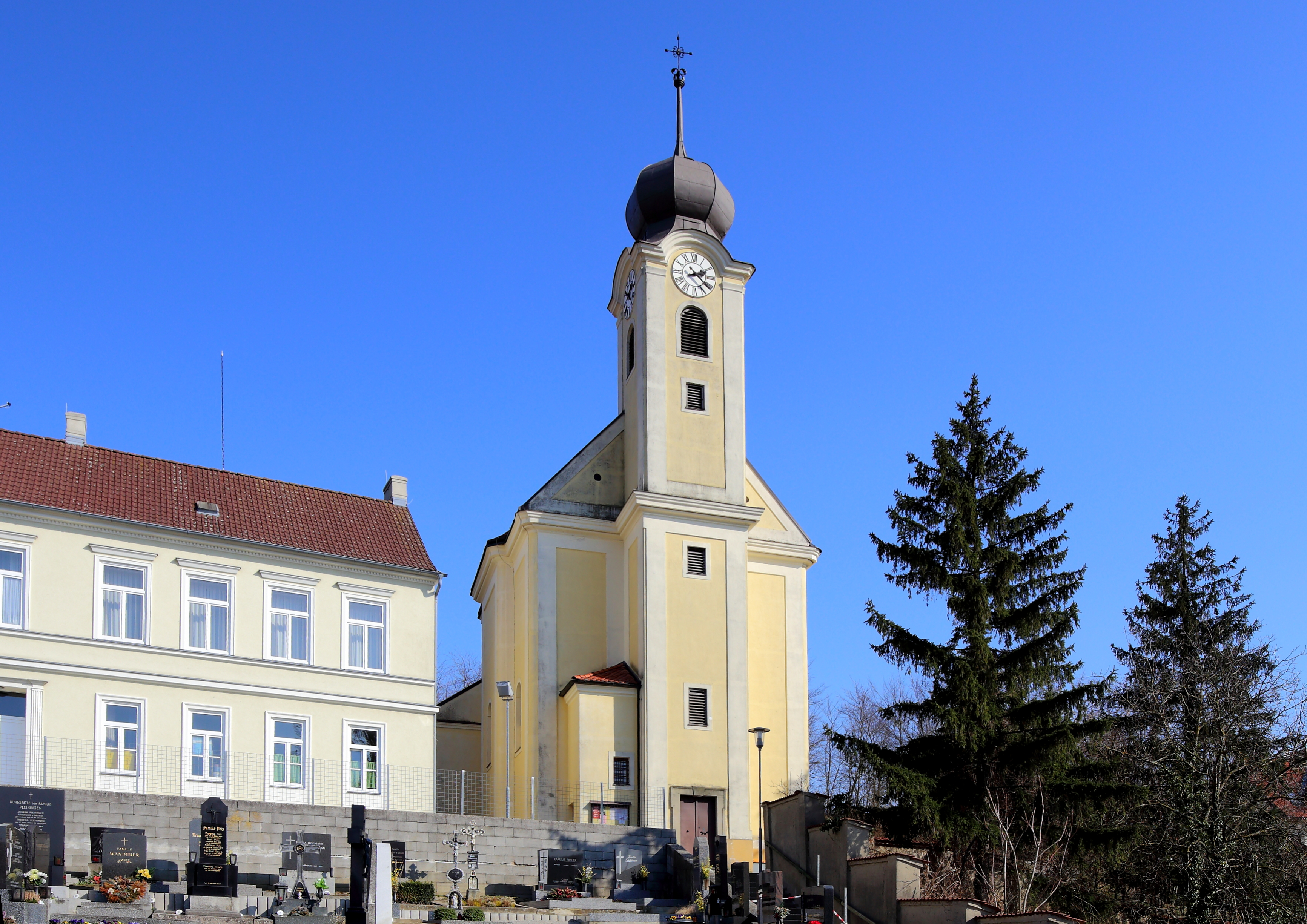
Pfarrkirche Höbersbrunn

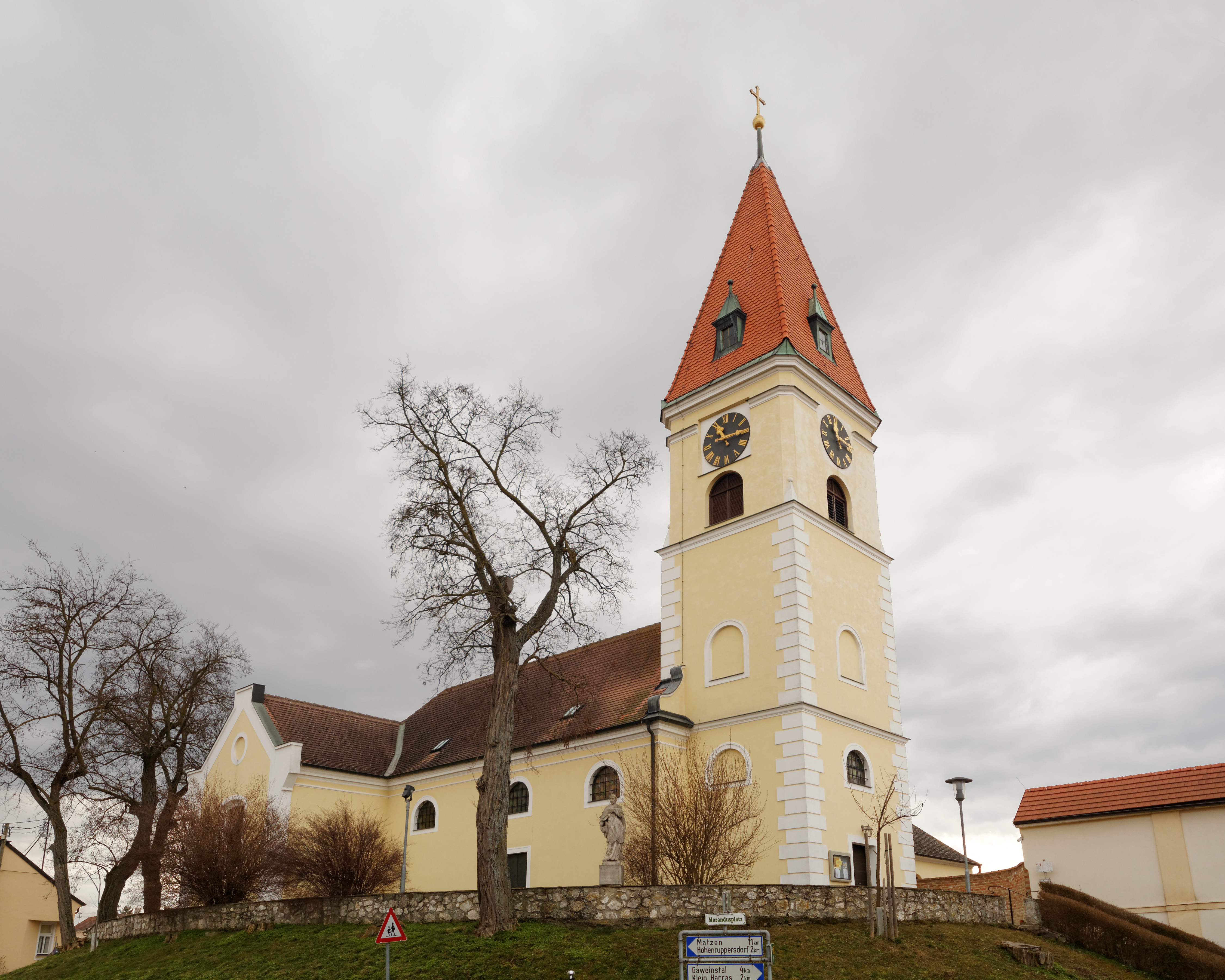
Pfarrkirche Martinsdorf

- Schloss Pellendorf: Das Schloss ist eine dreiflügelige Anlage aus dem 17. und 18. Jahrhundert.
- Katholische Pfarrkirche Gaweinstal hl. Georg
- Katholische Pfarrkirche Höbersbrunn hl. Laurentius
- Katholische Pfarrkirche Martinsdorf hl. Martin
- Katholische Pfarrkirche Pellendorf hl. Katharina

## Wirtschaft und Infrastruktur
Nichtlandwirtschaftliche Arbeitsstätten gab es im Jahr 2001 111, land- und forstwirtschaftliche Betriebe nach der Erhebung 1999 137. Die Zahl der Erwerbstätigen am Wohnort betrug nach der Volkszählung 2001 1605. Die Erwerbsquote lag 2001 bei 47,25 Prozent.

### Bildung
In der Gemeinde gibt es drei Kindergärten, eine Volksschule und eine Mittelschule.

## Politik

### Gemeinderat
Der Gemeinderat hat 23 Mitglieder.
- Gemeinderatswahlen in Niederösterreich 1990: 18 ÖVP, 5 SPÖ.
- Gemeinderatswahlen in Niederösterreich 1995: 14 ÖVP, 6 SPÖ, 2 Parteilose Bürgerliste, 1 FPÖ.[58]
- Gemeinderatswahlen in Niederösterreich 2000: 13 ÖVP, 8 SPÖ, 1 Parteilose Bürgerliste, 1 FPÖ.[59]
- Gemeinderatswahlen in Niederösterreich 2005: 13 ÖVP, 10 SPÖ.[60]
- Gemeinderatswahlen in Niederösterreich 2010: 15 ÖVP, 7 SPÖ, 1 FPÖ.[61]
- Gemeinderatswahlen in Niederösterreich 2015: 14 ÖVP, 7 SPÖ, 2 FPÖ.[62]
- Gemeinderatswahlen in Niederösterreich 2020: 14 ÖVP, 7 SPÖ, 2 FPÖ.[63]

### Bürgermeister
- bis 1897: Anton Fröhlich ()[64]
- ab 1897: Ignaz Withalm (CSP)
- um 1918 Leopold Schreiber ()[65]
- um 1945: Bernhard Schreitl ()[66]
- 1998–2009: Johann Plach (ÖVP)[67]
- 2009–2021: Richard Schober (ÖVP)[68]
- 2021–2023: Birgit Boyer (ÖVP)[69]
- seit 2023: Mag. Johannes Berthold (ÖVP)[70]

## Persönlichkeiten
- Wolfgang Bruneder (1941–2022), Gesangspädagoge und Professor an der mdw, wohnte in Gaweinstal
- Dominik Finkes (* 21. Jänner 1821 in Höbersbrunn; † 2. September 1889 in Wien), Lehrer, Chorleiter und Komponist[71]
- Reinhard Führer (* 22. November 1945), deutscher Politiker (CDU), Vorsitzender des Volksbundes Deutsche Kriegsgräberfürsorge e. V., ehemaliger Präsident des Berliner Abgeordnetenhauses
- Gustav Gunz (26. Oktober 1831; † 11. Dezember 1895 in Frankfurt am Main), Dr. med., königlich preußischer Kammersänger (Tenor) und Professor[72]
- Franz Kaindl (* 9. Jänner 1902 in Dobersberg; † 26. Juni 1970 in Gaweinstal), Politiker (ÖVP) und Lehrer, veröffentlichte zahlreiche heimatkundliche Werke und Gedichte, darunter 1925 die Waldviertelhymne „'s Waldviertel is g'wiß“
- Franz Kaindl (* 1932 in Brand-Laaben), Maler, Grafiker und Mosaikkünstler, Ehrenbürger[73]
- Peter Paszkiewicz (* 1943), Stein-Bildhauer, lebt im Ort
- Michael Puff, nach seinem Heimatort auch Michael Schrick genannt (* 1400; † 1473), Arzt und Dekan der Medizinischen Fakultät der Universität Wien, Verfasser des Heilkräuterbuches Büchlein von den ausgebrannten Wässern[74][75]
- Johann Baptist Schneider (* 28. Mai 1840; † 26. Jänner 1905 in Wien), Generalvikar und Weihbischof der Erzdiözese Wien, nach ihm: „Bischof-Schneider-Straße“
- Jakob Schreiner (* 16. Juni 1854; † 26. Jänner 1942)[76]
- Hermann Withalm (* 21. April 1912; † 19. August 2003 in Wolkersdorf im Weinviertel), österreichischer Politiker (ÖVP), ehemaliger Vizekanzler[77], Enkel von Ignaz Withalm
- Ignaz Withalm (* 23. März 1851; † 16. September 1910 in Gaweinstal), Müller und Bürgermeister von 1897 bis 1907, Abgeordneter der antisemitischen Christlichsozialen Partei im Niederösterreichischen Landtag (1902–1908) und einer ihrer Abgeordneten im Reichsrat

## Sonstiges
- In der Oper Der Rosenkavalier von Richard Strauss (Libretto von Hugo von Hofmannsthal) wird die Herrschaft Gaunersdorf erwähnt, indem der Baron zum Notar halblaut sagt: „Als Morgengabe – ganz separatim jedoch – und vor der Mitgift – bin ich verstanden, Herr Notar? – kehrt Schloss und Herrschaft Gaunersdorf an mich zurück! Von Lasten frei und ungemindert an Privilegien, so wie mein Vater selig sie besessen hat.“[78]